# Demografiepolitikziel
Ein Demografiepolitikziel ist der politische Versuch der Steuerung der demografischen Bevölkerungsentwicklung aufgrund eines wahrgenommenen Problems. Das Ziel wird meist damit umschrieben, dass mehr oder weniger Kinder zur Welt kommen sollen.

## Wirkungsebene – national

### Deutschland, Demografiepolitikziel (2015/2016)
Die dt. Bundesregierung formulierte 2015 auf ihrer Webseite das Ziel, „Die Demografiepolitik der Bundesregierung hat daher das Ziel, Rahmenbedingungen zu schaffen, die den Wohlstand für die Menschen aller Generationen in unserem Land erhöhen und die Lebensqualität weiter verbessern.“

### Frankreich, Demografiepolitikziel (1945)
In Frankreich sah Charles de Gaulle schon 1945 sein Volk vom Aussterben bedroht: „Frankreich braucht zwölf Millionen Babys!“ Frankreich hatte z. B. 2015 höhere Geburtenraten (Fertilitätsrate, ca. 1,99) als die Bürger in Österreich (1,49 Kinder je Frau; Jahr 2015), Schweiz (1,54 Kinder je Frau; Jahr 2014), Luxemburg (1,5 Kinder pro Frau; Mitte 2016) und Deutschland (1,5 als durchschnittliche Anzahl Kinder pro Frau für 2015).

### Türkei, Demografiepolitikziel (2013)
In der Türkei gibt es Vorgaben von Seiten des türkischen Staatspräsidenten Recep Tayyip Erdoğan (2013): es „sollen Türkinnen mindestens drei Kinder zur Welt bringen“, sowie „es sei sein Recht als Regierungschef, dies zu fordern“.